# Lasioptera artemisiae
Lasioptera artemisiae är en tvåvingeart som beskrevs av Anna V. Dombrovskaja 1940. Lasioptera artemisiae ingår i släktet Lasioptera och familjen gallmyggor. Inga underarter finns listade i Catalogue of Life.